# Городские и сельские поселения Тверской области
Городские и сельские поселения муниципальных районов Тверской области — муниципальные образования, образованные с 2005 года в процессе реформы местного самоуправления в соответствии с федеральным законом № 131-ФЗ от 6 октября 2003 г. «Об общих принципах организации местного самоуправления в Российской Федерации», и соответствующие им административно-территориальные единицы, утверждённые поправками к закону об административно-территориальном устройстве с 2012 года.

## Описание
Согласно ст. 1 Закона «Об административно-территориальном устройстве Тверской области», поселение (городское или сельское) — административно-территориальная единица, границы которой совпадают с границами муниципального образования, наделённого в соответствии с законом Тверской области статусом городского или сельского поселения, имеющая в пределах границы своей территории территориальные единицы; согласно ст. 7.2, в состав района области входят административно-территориальные единицы (поселения) и соответствующие им территориальные единицы, включающие территории городских населённых пунктов и сельских населённых пунктов.
Как административно-территориальные единицы поселения упоминаются также в реестре административно-территориальных и территориальных единиц и, с 2020 года, в Уставе Тверской области.

## История
См. также: Сельские округа Тверской области#история
Сельские поселения в Тверской области возникли в результате реорганизации системы сельских округов, которые в свою очередь, в 1990-х заменили сельсоветы.
В Законе об административно-территориальном устройстве от 27 мая 1999 года № 62-ОЗ-2 было определено, что сельский округ — административное объединение географически и экономически связанных между собой сельских поселений (территорию сельского округа может составлять и территория одного сельского поселения).
Сельские и городские поселения упоминались также в Законе «О местном самоуправлении в Тверской области» от 27 июня 1996 года № 30 (ст. 3 ч. 2, ч. 3; ст. 15 ч. 2; ст. 25 ч. 1; ст. 40 ч. 1), действовавшем (формально) до 1 января 2006 года.
18 января 2005 года вышел закон, по которому были сформированы муниципальные районы и городские округа. Помимо того, 28 февраля 2005 года серией постановлений были образованы городские и сельские поселения муниципальных районов, при этом в приложениях со схемой границ поселений указывались административные районы.
В первоначальном варианте нового закона об административно-территориальном устройстве 2006 года поселения как административно-территориальные единицы не указывались, до внесения поправок в июле 2012 года.
В ОКАТО и АГКГН поселения как внутрирайонные административно-территориальные единицы не отражены.

## Список поселений
Обозначения
- ГП — городское поселение
- СП — сельское поселение

### Поселения преобразованных районов
| №          | Поселение              | Статус    | Район           | Комментарий                                                                                    |
| ---------- | ---------------------- | --------- | --------------- | ---------------------------------------------------------------------------------------------- |
| 1          | Аксёновское            | сельское  | Андреапольский  |                                                                                                |
| 2          | Алёшино                | сельское  | Рамешковский    |                                                                                                |
| 3          | Андреаполь, город      | городское | Андреапольский  |                                                                                                |
| 4          | Андреапольское         | сельское  | Андреапольский  |                                                                                                |
| 4.000001   | Ахматовское            | сельское  | Молоковский     | 2015: объединено с Обросовским СП                                                              |
| 4.000002   | Барановское            | сельское  | Лихославльский  | 2017: объединено с Сосновицким СП                                                              |
| 5          | Барбинское             | сельское  | Краснохолмский  |                                                                                                |
| 6          | Барыковское            | сельское  | Кашинский       |                                                                                                |
| 7          | Бенецкое               | сельское  | Западнодвинский |                                                                                                |
| 7.000003   | Березугское            | сельское  | Селижаровский   | 2017: объединено с Захаровским, Ларионовским и Талицким в новообразованное Селижаровское СП    |
| 8          | Бологовское            | сельское  | Андреапольский  |                                                                                                |
| 9          | Большекошинское        | сельское  | Селижаровский   |                                                                                                |
| 10         | Большемалинское        | сельское  | Сандовский      |                                                                                                |
| 10.000004  | Большерагозинское      | сельское  | Краснохолмский  | 2013: объединено с Барбинское                                                                  |
| 11         | Борисовское            | сельское  | Вышневолоцкий   |                                                                                                |
| 12         | Ботовское              | сельское  | Осташковский    |                                                                                                |
| 13         | Бохтовское             | сельское  | Лесной          |                                                                                                |
| 14         | Брусовское             | сельское  | Удомельский     |                                                                                                |
| 15         | Булатовское            | сельское  | Кашинский       |                                                                                                |
| 16         | Ведное                 | сельское  | Рамешковский    |                                                                                                |
| 17         | Верхнетроицкое         | сельское  | Кашинский       |                                                                                                |
| 18         | Вёскинское             | сельское  | Лихославльский  |                                                                                                |
| 19         | Весьегонск, город      | городское | Весьегонский    |                                                                                                |
| 20         | Волокское              | сельское  | Андреапольский  |                                                                                                |
| 21         | Ворошиловское          | сельское  | Пеновский       |                                                                                                |
| 22         | Выдропужское           | сельское  | Спировский      |                                                                                                |
| 23         | Высокинское            | сельское  | Нелидовский     |                                                                                                |
| 24         | Высоково               | сельское  | Рамешковский    |                                                                                                |
| 24.000005  | Высокушинское          | сельское  | Краснохолмский  | 2013: объединено с Барбинское                                                                  |
| 25         | Глазковское            | сельское  | Оленинский      |                                                                                                |
| 26         | Глебенское             | сельское  | Краснохолмский  |                                                                                                |
| 27         | Горняцкое              | сельское  | Вышневолоцкий   |                                                                                                |
| 28         | Гришинское             | сельское  | Оленинский      |                                                                                                |
| 29         | Гусевское              | сельское  | Оленинский      |                                                                                                |
| 30         | Давыдовское            | сельское  | Кашинский       |                                                                                                |
| 30.000006  | Делединское            | сельское  | Молоковский     | 2015: объединено с Молоковским СП                                                              |
| 31         | Дмитровское            | сельское  | Селижаровский   |                                                                                                |
| 32         | Дятловское             | сельское  | Вышневолоцкий   |                                                                                                |
| 33         | Ёгонское               | сельское  | Весьегонский    |                                                                                                |
| 33.000007  | Елецкое                | сельское  | Селижаровский   | 2017: объединено с Большекошинским СП                                                          |
| 34         | Еремковское            | сельское  | Удомельский     |                                                                                                |
| 35         | Есеновичское           | сельское  | Вышневолоцкий   |                                                                                                |
| 36         | Ждановское             | сельское  | Осташковский    |                                                                                                |
| 37         | Заёвское               | сельское  | Пеновский       |                                                                                                |
| 38         | Заклинье               | сельское  | Рамешковский    |                                                                                                |
| 39         | Залучьенское           | сельское  | Осташковский    |                                                                                                |
| 40         | Замошское              | сельское  | Осташковский    |                                                                                                |
| 41         | Западная Двина, город  | городское | Западнодвинский |                                                                                                |
| 42         | Западнодвинское        | сельское  | Западнодвинский |                                                                                                |
| 43         | Зареченское            | сельское  | Удомельский     |                                                                                                |
| 44         | Застолбье              | сельское  | Рамешковский    |                                                                                                |
| 44.000008  | Захаровское            | сельское  | Селижаровский   | 2017: объединено с Березугским, Ларионовским и Талицким в новообразованное Селижаровское СП    |
| 45         | Зеленогорское          | сельское  | Вышневолоцкий   |                                                                                                |
| 46         | Земцовское             | сельское  | Нелидовский     |                                                                                                |
| 47         | Ивановское             | сельское  | Весьегонский    |                                                                                                |
| 48         | Ильгощи                | сельское  | Рамешковский    |                                                                                                |
| 49         | Ильинское              | сельское  | Западнодвинский |                                                                                                |
| 49.000009  | Ильинское              | сельское  | Лихославльский  | 2017: объединено с Вёскинским СП                                                               |
| 50         | Кавское                | сельское  | Лихославльский  |                                                                                                |
| 51         | Калашниково, посёлок   | городское | Лихославльский  |                                                                                                |
| 52         | Карабузинское          | сельское  | Кашинский       |                                                                                                |
| 53         | Кашин, город           | городское | Кашинский       |                                                                                                |
| 54         | Кесемское              | сельское  | Весьегонский    |                                                                                                |
| 55         | Киверичи               | сельское  | Рамешковский    |                                                                                                |
| 56         | Княщинское             | сельское  | Вышневолоцкий   |                                                                                                |
| 57         | Козловское             | сельское  | Спировский      |                                                                                                |
| 58         | Коломенское            | сельское  | Вышневолоцкий   |                                                                                                |
| 59         | Копачёвское            | сельское  | Удомельский     |                                                                                                |
| 60         | Котлованское           | сельское  | Удомельский     |                                                                                                |
| 61         | Краснознаменское       | сельское  | Спировский      |                                                                                                |
| 62         | Красномайский, посёлок | городское | Вышневолоцкий   |                                                                                                |
| 63         | Красный Холм, город    | городское | Краснохолмский  |                                                                                                |
| 63.00001   | Крючковское            | сельское  | Лихославльский  | 2017: объединено с Вёскинским СП                                                               |
| 64         | Куровское              | сельское  | Удомельский     |                                                                                                |
| 65         | Кушалино               | сельское  | Рамешковский    |                                                                                                |
| 65.000011  | Ларионовское           | сельское  | Селижаровский   | 2017: объединено с Березугским, Захаровским и Талицким в новообразованное Селижаровское СП     |
| 66         | Лесное                 | сельское  | Лесной          |                                                                                                |
| 67         | Лихачёвское            | сельское  | Краснохолмский  |                                                                                                |
| 68         | Лихославль, город      | городское | Лихославльский  |                                                                                                |
| 69         | Луговское              | сельское  | Андреапольский  |                                                                                                |
| 70         | Лужниковское           | сельское  | Вышневолоцкий   |                                                                                                |
| 71         | Лукинское              | сельское  | Сандовский      |                                                                                                |
| 72         | Любегощинское          | сельское  | Весьегонский    |                                                                                                |
| 72.000012  | Максимковское          | сельское  | Селижаровский   | 2013: объединено с Дмитровским СП                                                              |
| 72.000013  | Мартыновское           | сельское  | Краснохолмский  | 2013: объединено с Лихачёвским СП                                                              |
| 73         | Медведковское          | сельское  | Лесной          |                                                                                                |
| 74         | Микшинское             | сельское  | Лихославльский  |                                                                                                |
| 75         | Молдинское             | сельское  | Удомельский     |                                                                                                |
| 76         | Молодотудское          | сельское  | Оленинский      |                                                                                                |
| 77         | Молоково, посёлок      | городское | Молоковский     |                                                                                                |
| 78         | Молоковское            | сельское  | Молоковский     |                                                                                                |
| 79         | Мостовское             | сельское  | Оленинский      |                                                                                                |
| 80         | Мошенское              | сельское  | Осташковский    |                                                                                                |
| 81         | Мстинское              | сельское  | Удомельский     |                                                                                                |
| 82         | Некрасово              | сельское  | Рамешковский    |                                                                                                |
| 83         | Нелидово, город        | городское | Нелидовский     |                                                                                                |
| 84         | Нелидовское            | сельское  | Нелидовский     |                                                                                                |
| 84.000014  | Нивское                | сельское  | Краснохолмский  | 2013: объединено с Глебенским СП                                                               |
| 85         | Никольское             | сельское  | Рамешковский    |                                                                                                |
| 86         | Новосёлковское         | сельское  | Нелидовский     |                                                                                                |
| 87         | Обросовское            | сельское  | Молоковский     |                                                                                                |
| 88         | Овсищенское            | сельское  | Вышневолоцкий   |                                                                                                |
| 89         | Оковецкое              | сельское  | Селижаровский   |                                                                                                |
| 90         | Оленино, посёлок       | городское | Оленинский      |                                                                                                |
| 91         | Осташков, город        | городское | Осташковский    |                                                                                                |
| 92         | Охватское              | сельское  | Пеновский       |                                                                                                |
| 93         | Пено, посёлок          | городское | Пеновский       |                                                                                                |
| 94         | Пеньковское            | сельское  | Спировский      |                                                                                                |
| 94.000015  | Первитинское           | сельское  | Лихославльский  | 2017: объединено с Кавским СП                                                                  |
| 95         | Пестриковское          | сельское  | Кашинский       |                                                                                                |
| 96         | Письяковское           | сельское  | Кашинский       |                                                                                                |
| 97         | Порожкинское           | сельское  | Удомельский     |                                                                                                |
| 97.000016  | Пронинское             | сельское  | Весьегонский    | 2017: объединено с Ивановским СП                                                               |
| 98         | Рамешки, посёлок       | городское | Рамешковский    |                                                                                                |
| 99         | Романовское            | сельское  | Весьегонский    |                                                                                                |
| 100        | Рунское                | сельское  | Пеновский       |                                                                                                |
| 101        | Рядское                | сельское  | Удомельский     |                                                                                                |
| 102        | Садовое                | сельское  | Вышневолоцкий   |                                                                                                |
| 103        | Сандово, посёлок       | городское | Сандовский      |                                                                                                |
| 104        | Свапущенское           | сельское  | Осташковский    |                                                                                                |
| 105        | Святосельское          | сельское  | Осташковский    |                                                                                                |
| 106        | Селижарово, посёлок    | городское | Селижаровский   |                                                                                                |
| 107        | Селижаровское          | сельское  | Селижаровский   |                                                                                                |
| 108        | Селищенское            | сельское  | Селижаровский   |                                                                                                |
| 109        | Селянское              | сельское  | Нелидовский     |                                                                                                |
| 110        | Серёдкинское           | сельское  | Пеновский       |                                                                                                |
| 111        | Сиговское              | сельское  | Осташковский    |                                                                                                |
| 112        | Славковское            | сельское  | Кашинский       |                                                                                                |
| 113        | Соболинское            | сельское  | Сандовский      |                                                                                                |
| 114        | Солнечное              | сельское  | Вышневолоцкий   |                                                                                                |
| 115        | Сорогожское            | сельское  | Лесной          |                                                                                                |
| 116        | Сорожское              | сельское  | Осташковский    |                                                                                                |
| 117        | Сорокинское            | сельское  | Вышневолоцкий   |                                                                                                |
| 118        | Сосновицкое            | сельское  | Лихославльский  |                                                                                                |
| 119        | Спирово, посёлок       | городское | Спировский      |                                                                                                |
| 120        | Станское               | сельское  | Лихославльский  |                                                                                                |
| 121        | Старая Торопа, посёлок | городское | Западнодвинский |                                                                                                |
| 121.000017 | Старосандовское        | сельское  | Сандовский      | 2013: объединено с Топоровским СП                                                              |
| 122        | Староторопское         | сельское  | Западнодвинский |                                                                                                |
| 122.000018 | Талицкое               | сельское  | Селижаровский   | 2017: объединено с Березугским, Захаровским и Ларионовским в новообразованное Селижаровское СП |
| 122.000019 | Таракинское            | сельское  | Удомельский     | 2014: объединено с Удомельским СП                                                              |
| 123        | Терелесовское          | сельское  | Вышневолоцкий   |                                                                                                |
| 124        | Толмачёвское           | сельское  | Лихославльский  |                                                                                                |
| 125        | Топоровское            | сельское  | Сандовский      |                                                                                                |
| 126        | Торопацкое             | сельское  | Андреапольский  |                                                                                                |
| 127        | Удомельское            | сельское  | Удомельский     |                                                                                                |
| 128        | Удомля, город          | городское | Удомельский     |                                                                                                |
| 128.00002  | Ульянинское            | сельское  | Краснохолмский  | 2013: объединено с Лихачёвским СП                                                              |
| 129        | Уницкое                | сельское  | Кашинский       |                                                                                                |
| 129.000021 | Утеховское             | сельское  | Краснохолмский  | 2013: объединено с Глебенским СП                                                               |
| 130        | Фарафоновское          | сельское  | Кашинский       |                                                                                                |
| 131        | Хитинское              | сельское  | Осташковский    |                                                                                                |
| 132        | Холмецкое              | сельское  | Оленинский      |                                                                                                |
| 133        | Холохоленское          | сельское  | Вышневолоцкий   |                                                                                                |
| 134        | Хотилицкое             | сельское  | Андреапольский  |                                                                                                |
| 135        | Чайкинское             | сельское  | Пеновский       |                                                                                                |
| 136        | Чамеровское            | сельское  | Весьегонский    |                                                                                                |
| 136.000022 | Черкасовское           | сельское  | Молоковский     | 2015: объединено с Обросовским СП                                                              |
| 137        | Шараповское            | сельское  | Западнодвинский |                                                                                                |
| 138        | Шепелевское            | сельское  | Кашинский       |                                                                                                |
| 138.000023 | Шуваевское             | сельское  | Селижаровский   | 2017: объединено с Селищенским СП                                                              |
| 138.000024 | Щучьенское             | сельское  | Осташковский    | 2013: объединено со Святосельским СП                                                           |

| №  | Район           | Год  | Округ                               |
| -- | --------------- | ---- | ----------------------------------- |
| 1  | Андреапольский  | 2019 | Андреапольский муниципальный округ  |
| 2  | Весьегонский    | 2019 | Весьегонский муниципальный округ    |
| 3  | Вышневолоцкий   | 2019 | Вышневолоцкий городской округ       |
| 4  | Западнодвинский | 2020 | Западнодвинский муниципальный округ |
| 5  | Кашинский       | 2018 | Кашинский городской округ           |
| 6  | Краснохолмский  | 2020 | Краснохолмский муниципальный округ  |
| 7  | Лесной          | 2019 | Лесной муниципальный округ          |
| 8  | Лихославльский  | 2021 | Лихославльский муниципальный округ  |
| 9  | Молоковский     | 2021 | Молоковский муниципальный округ     |
| 10 | Нелидовский     | 2018 | Нелидовский городской округ         |
| 11 | Оленинский      | 2019 | Оленинский муниципальный округ      |
| 12 | Осташковский    | 2017 | Осташковский городской округ        |
| 13 | Пеновский       | 2020 | Пеновский муниципальный округ       |
| 14 | Рамешковский    | 2021 | Рамешковский муниципальный округ    |
| 15 | Сандовский      | 2020 | Сандовский муниципальный округ      |
| 16 | Селижаровский   | 2020 | Селижаровский муниципальный округ   |
| 17 | Спировский      | 2021 | Спировский муниципальный округ      |
| 18 | Удомельский     | 2015 | Удомельский городской округ         |

### Поселения существующих районов
| №          | Поселение                 | Статус    | Район          | Комментарий                                                                          |
| ---------- | ------------------------- | --------- | -------------- | ------------------------------------------------------------------------------------ |
| 1          | Аввакумовское             | сельское  | Калининский    |                                                                                      |
| 2          | Алфёровское               | сельское  | Калязинский    |                                                                                      |
| 3          | Архангельское             | сельское  | Старицкий      |                                                                                      |
| 4          | Бежецк, город             | городское | Бежецкий       |                                                                                      |
| 5          | Белый, город              | городское | Бельский       |                                                                                      |
| 6          | Белый Городок, посёлок    | городское | Кимрский       |                                                                                      |
| 7          | Беляницкое                | сельское  | Сонковский     |                                                                                      |
| 8          | Березайское               | сельское  | Бологовский    |                                                                                      |
| 9          | Березорядское             | сельское  | Бологовский    |                                                                                      |
| 10         | Берновское                | сельское  | Старицкий      |                                                                                      |
| 10.000001  | Богатьковское             | сельское  | Торжокский     | 2017: объединено с Высоковским СП                                                    |
| 11         | Бологое, город            | городское | Бологовский    |                                                                                      |
| 11.000002  | Большекузнечковское       | сельское  | Кувшиновский   | 2015: объединено с Тысяцким СП                                                       |
| 11.000003  | Большепетровское          | сельское  | Торжокский     | 2017: объединено с Будовским СП                                                      |
| 12         | Большесвятцовское         | сельское  | Торжокский     |                                                                                      |
| 12.000004  | Борзынское                | сельское  | Кувшиновский   | 2015: объединено с Тысяцким СП                                                       |
| 13         | Борисцевское              | сельское  | Торжокский     |                                                                                      |
| 14         | Борковское                | сельское  | Бежецкий       |                                                                                      |
| 14.000005  | Борковское                | сельское  | Кувшиновский   | 2015: объединено с Прямухинским СП                                                   |
| 14.000006  | Будёновское               | сельское  | Максатихинский | 2014: объединено с Рыбинским СП                                                      |
| 15         | Будинское                 | сельское  | Бельский       |                                                                                      |
| 16         | Будовское                 | сельское  | Торжокский     |                                                                                      |
| 17         | Бурашевское               | сельское  | Калининский    |                                                                                      |
| 18         | Быковское                 | сельское  | Кимрский       |                                                                                      |
| 19         | Вазузское                 | сельское  | Зубцовский     |                                                                                      |
| 20         | Валдайское                | сельское  | Бологовский    |                                                                                      |
| 21         | Василевское               | сельское  | Торопецкий     |                                                                                      |
| 22         | Васильевский Мох, посёлок | городское | Калининский    |                                                                                      |
| 22.000007  | Васильевское              | сельское  | Старицкий      | 2012: объединено с Паньковским в новообразованное СП Паньково                        |
| 22.000008  | Васильковское             | сельское  | Кувшиновский   | 2015: объединено с Сокольническим СП                                                 |
| 23         | Васюковское               | сельское  | Бежецкий       |                                                                                      |
| 24         | Вахонинское               | сельское  | Конаковский    |                                                                                      |
| 25         | Великооктябрьское         | городское | Фировский      |                                                                                      |
| 26         | Великооктябрьское         | сельское  | Фировский      |                                                                                      |
| 27         | Верхневолжское            | сельское  | Калининский    |                                                                                      |
| 28         | Верховское                | сельское  | Бельский       |                                                                                      |
| 28.000009  | Волокское                 | сельское  | Торопецкий     | 2013: объединено с Плоскошским СП                                                    |
| 29         | Выползовское              | сельское  | Бологовский    |                                                                                      |
| 30         | Высоковское               | сельское  | Торжокский     |                                                                                      |
| 31         | Гладышевское              | сельское  | Сонковский     |                                                                                      |
| 32         | Горицкое                  | сельское  | Кимрский       |                                                                                      |
| 33         | Городенское               | сельское  | Конаковский    |                                                                                      |
| 34         | Городищенское             | сельское  | Бежецкий       |                                                                                      |
| 35         | Горское                   | сельское  | Сонковский     |                                                                                      |
| 36         | Григорковское             | сельское  | Сонковский     |                                                                                      |
| 37         | Грузинское                | сельское  | Торжокский     |                                                                                      |
| 38         | Гузятинское               | сельское  | Бологовский    |                                                                                      |
| 39         | Демяховское               | сельское  | Бельский       |                                                                                      |
| 40         | Дмитровогорское           | сельское  | Конаковский    |                                                                                      |
| 41         | Дорожаевское              | сельское  | Зубцовский     |                                                                                      |
| 42         | Егорьевское               | сельское  | Бельский       |                                                                                      |
| 43         | Елисеевское               | сельское  | Кесовогорский  |                                                                                      |
| 44         | Емельяновское             | сельское  | Старицкий      |                                                                                      |
| 45         | Есинка                    | сельское  | Ржевский       |                                                                                      |
| 46         | Жарковский, посёлок       | городское | Жарковский     |                                                                                      |
| 47         | Жарковское                | сельское  | Жарковский     |                                                                                      |
| 48         | Житищенское               | сельское  | Бежецкий       |                                                                                      |
| 49         | Завидово                  | сельское  | Конаковский    |                                                                                      |
| 49.00001   | Завидовское               | сельское  | Конаковский    | 2011: объединено с Мокшинским в новообразованное СП Завидово                         |
| 50         | Заволжское                | сельское  | Калининский    |                                                                                      |
| 50.000011  | Борковское                | сельское  | Кувшиновский   | 2015: объединено с Прямухинским СП                                                   |
| 51         | Зареченское               | сельское  | Максатихинский |                                                                                      |
| 52         | Зобинское                 | сельское  | Бежецкий       |                                                                                      |
| 53         | Зубцов, город             | городское | Зубцовский     |                                                                                      |
| 54         | Зубцовское                | сельское  | Зубцовский     |                                                                                      |
| 55         | Изоплит, посёлок          | городское | Конаковский    |                                                                                      |
| 56         | Ильинское                 | сельское  | Кимрский       |                                                                                      |
| 57         | Итомля                    | сельское  | Ржевский       |                                                                                      |
| 58         | Каблуковское              | сельское  | Калининский    |                                                                                      |
| 59         | Кавельщинское             | сельское  | Бельский       |                                                                                      |
| 60         | Калязин, город            | городское | Калязинский    |                                                                                      |
| 60.000012  | Каменское                 | сельское  | Максатихинский | 2014: объединено с Малышевским СП                                                    |
| 61         | Кафтинское                | сельское  | Бологовский    |                                                                                      |
| 62         | Кемецкое                  | сельское  | Бологовский    |                                                                                      |
| 63         | Кесова Гора, посёлок      | городское | Кесовогорский  |                                                                                      |
| 64         | Кесовское                 | сельское  | Кесовогорский  |                                                                                      |
| 64.000013  | Клоковское                | сельское  | Торжокский     | 2017: объединено с Мирновским СП                                                     |
| 65         | Княжьегорское             | сельское  | Зубцовский     |                                                                                      |
| 66         | Козлово, посёлок          | городское | Конаковский    |                                                                                      |
| 67         | Козловское                | сельское  | Конаковский    |                                                                                      |
| 68         | Койское                   | сельское  | Сонковский     |                                                                                      |
| 69         | Конаково, город           | городское | Конаковский    |                                                                                      |
| 69.000014  | Корениченское             | сельское  | Старицкий      | 2012: объединено с Красновским и Старицким в новообразованное СП станция Старица     |
| 69.000015  | Кострецкое                | сельское  | Максатихинский | 2014: объединено с Зареченским СП                                                    |
| 70         | Красновское               | сельское  | Кимрский       |                                                                                      |
| 70.000016  | Красновское               | сельское  | Старицкий      | 2012: объединено с Корениченским и Старицким в новообразованное СП станция Старица   |
| 71         | Красногорское             | сельское  | Калининский    |                                                                                      |
| 72         | Кувшиново, город          | городское | Кувшиновский   |                                                                                      |
| 73         | Кудрявцевское             | сельское  | Торопецкий     |                                                                                      |
| 74         | Куженкинское              | городское | Бологовский    |                                                                                      |
| 75         | Куженкинское              | сельское  | Бологовский    |                                                                                      |
| 76         | Кулицкое                  | сельское  | Калининский    |                                                                                      |
| 76.000017  | Ладьинское                | сельское  | Торжокский     | 2017: объединено с Высоковским СП                                                    |
| 77         | Лаптихинское              | сельское  | Бежецкий       |                                                                                      |
| 78         | Лисковское                | сельское  | Кесовогорский  |                                                                                      |
| 79         | Луковниково               | сельское  | Старицкий      |                                                                                      |
| 79.000018  | Луковниковское            | сельское  | Старицкий      | 2012: объединено с Орешкинским в новообразованное СП Луковниково                     |
| 80         | Максатиха, посёлок        | городское | Максатихинский |                                                                                      |
| 81         | Маловасилевское           | сельское  | Кимрский       |                                                                                      |
| 82         | Малышевское               | сельское  | Максатихинский |                                                                                      |
| 83         | Марьинское                | сельское  | Торжокский     |                                                                                      |
| 84         | Масловское                | сельское  | Торжокский     |                                                                                      |
| 85         | Медведево                 | сельское  | Ржевский       |                                                                                      |
| 86         | Медновское                | сельское  | Калининский    |                                                                                      |
| 87         | Мирновское                | сельское  | Торжокский     |                                                                                      |
| 87.000019  | Михайловогорское          | сельское  | Бежецкий       | 2015: объединено с Шишковским СП                                                     |
| 88         | Михайловское              | сельское  | Калининский    |                                                                                      |
| 89         | Могилёвское               | сельское  | Кувшиновский   |                                                                                      |
| 89.00002   | Мокшинское                | сельское  | Конаковский    | 2011: объединено с Завидовским в новообразованное СП Завидово                        |
| 90         | Моркиногорское            | сельское  | Бежецкий       |                                                                                      |
| 91         | Мошковское                | сельское  | Торжокский     |                                                                                      |
| 92         | Неклюдовское              | сельское  | Кимрский       |                                                                                      |
| 93         | Нерльское                 | сельское  | Калязинский    |                                                                                      |
| 94         | Никольское                | сельское  | Кесовогорский  |                                                                                      |
| 94.000021  | Никольское                | сельское  | Торжокский     | 2017: объединено с Яконовским СП                                                     |
| 95         | Никулинское               | сельское  | Калининский    |                                                                                      |
| 96         | Ново-Ямское               | сельское  | Старицкий      |                                                                                      |
| 97         | Новозавидовский, посёлок  | городское | Конаковский    |                                                                                      |
| 98         | Новосёлковское            | сельское  | Жарковский     |                                                                                      |
| 98.000022  | Орешкинское               | сельское  | Старицкий      | 2012: объединено с Луковниковским в новообразованное СП Луковниково                  |
| 99         | Орша, посёлок             | городское | Калининский    |                                                                                      |
| 99.000023  | Осташковское              | сельское  | Торжокский     | 2017: объединено с Яконовским СП                                                     |
| 99.000024  | Пальчихинское             | сельское  | Максатихинский | 2014: объединено с Зареченским СП                                                    |
| 100        | Паньково                  | сельское  | Старицкий      |                                                                                      |
| 100.000025 | Паньковское               | сельское  | Старицкий      | 2012: объединено с Васильевским в новообразованное СП Паньково                       |
| 100.000026 | Пеньское                  | сельское  | Кувшиновский   | 2015: объединено с Тысяцким СП                                                       |
| 101        | Первомайское              | сельское  | Конаковский    |                                                                                      |
| 102        | Петровское                | сельское  | Сонковский     |                                                                                      |
| 103        | Печетовское               | сельское  | Кимрский       |                                                                                      |
| 103.000027 | Пироговское               | сельское  | Торжокский     | 2017: объединено с Грузинским СП                                                     |
| 104        | Пищалкинское              | сельское  | Сонковский     |                                                                                      |
| 105        | Плоскошское               | сельское  | Торопецкий     |                                                                                      |
| 106        | Победа                    | сельское  | Ржевский       |                                                                                      |
| 107        | Погорельское              | сельское  | Зубцовский     |                                                                                      |
| 108        | Подгородненское           | сельское  | Торопецкий     |                                                                                      |
| 109        | Пожинское                 | сельское  | Торопецкий     |                                                                                      |
| 110        | Понизовское               | сельское  | Торопецкий     |                                                                                      |
| 111        | Поречьевское              | сельское  | Бежецкий       |                                                                                      |
| 111.000028 | Борковское                | сельское  | Кувшиновский   | 2015: объединено с Прямухинским СП                                                   |
| 112        | Приволжское               | сельское  | Кимрский       |                                                                                      |
| 113        | Пригородное               | сельское  | Бельский       |                                                                                      |
| 114        | Прямухинское              | сельское  | Кувшиновский   |                                                                                      |
| 115        | Радченко, посёлок         | городское | Конаковский    |                                                                                      |
| 115.000029 | Ранцевское                | сельское  | Кувшиновский   | 2015: объединено с Сокольническим СП                                                 |
| 116        | Редкино, посёлок          | городское | Конаковский    |                                                                                      |
| 117        | Речанское                 | сельское  | Торопецкий     |                                                                                      |
| 117.00003  | Ривицкое                  | сельское  | Максатихинский | 2014: объединено с Зареченским СП                                                    |
| 118        | Рождественское            | сельское  | Фировский      |                                                                                      |
| 119        | Рудниковское              | сельское  | Торжокский     |                                                                                      |
| 119.000031 | Ручковское                | сельское  | Максатихинский | 2014: объединено с Рыбинским СП                                                      |
| 120        | Ручьёвское                | сельское  | Конаковский    |                                                                                      |
| 121        | Рыбинское                 | сельское  | Максатихинский |                                                                                      |
| 122        | Рютинское                 | сельское  | Бологовский    |                                                                                      |
| 122.000032 | Селецкое                  | сельское  | Максатихинский | 2014: объединено с Рыбинским СП                                                      |
| 123        | Селиховское               | сельское  | Конаковский    |                                                                                      |
| 124        | Семендяевское             | сельское  | Калязинский    |                                                                                      |
| 125        | Скворцовское              | сельское  | Торопецкий     |                                                                                      |
| 126        | Славновское               | сельское  | Калининский    |                                                                                      |
| 127        | Сокольническое            | сельское  | Кувшиновский   |                                                                                      |
| 128        | Сонково, посёлок          | городское | Сонковский     |                                                                                      |
| 129        | Старица, город            | городское | Старицкий      |                                                                                      |
| 130        | Старица, станция          | сельское  | Старицкий      |                                                                                      |
| 130.000033 | Старицкое                 | сельское  | Старицкий      | 2012: объединено с Корениченским и Красновским в новообразованное СП станция Старица |
| 131        | Старобисловское           | сельское  | Калязинский    |                                                                                      |
| 132        | Старомелковское           | сельское  | Конаковский    |                                                                                      |
| 133        | Степуринское              | сельское  | Старицкий      |                                                                                      |
| 134        | Столипинское              | сельское  | Зубцовский     |                                                                                      |
| 135        | Стоянцевское              | сельское  | Кимрский       |                                                                                      |
| 136        | Страшевичское             | сельское  | Торжокский     |                                                                                      |
| 137        | Стрелихинское             | сельское  | Кесовогорский  |                                                                                      |
| 138        | Сукроменское              | сельское  | Бежецкий       |                                                                                      |
| 139        | Сукромленское             | сельское  | Торжокский     |                                                                                      |
| 140        | Суховерково, посёлок      | городское | Калининский    |                                                                                      |
| 140.000034 | Сычёвское                 | сельское  | Жарковский     | 2013: объединено с Новосёлковским СП                                                 |
| 141        | Тверецкое                 | сельское  | Торжокский     |                                                                                      |
| 142        | Титовское                 | сельское  | Кимрский       |                                                                                      |
| 143        | Торопец, город            | городское | Торопецкий     |                                                                                      |
| 143.000035 | Тредубское                | сельское  | Торжокский     | 2017: объединено с Мошковским СП                                                     |
| 143.000036 | Трестенское               | сельское  | Максатихинский | 2014: объединено с Зареченским СП                                                    |
| 143.000037 | Троицкое                  | сельское  | Жарковский     | 2013: объединено с Щучейским СП                                                      |
| 143.000038 | Труженицкое               | сельское  | Максатихинский | 2014: объединено с Малышевским СП                                                    |
| 144        | Тургиновское              | сельское  | Калининский    |                                                                                      |
| 145        | Тысяцкое                  | сельское  | Кувшиновский   |                                                                                      |
| 145.000039 | Уваровское                | сельское  | Торопецкий     | 2013: объединено с Плоскошским СП                                                    |
| 146        | Ульяновское               | сельское  | Зубцовский     |                                                                                      |
| 147        | Успенское                 | сельское  | Ржевский       |                                                                                      |
| 148        | Устиновское               | сельское  | Кимрский       |                                                                                      |
| 149        | Фёдоровское               | сельское  | Кимрский       |                                                                                      |
| 150        | Феневское                 | сельское  | Кесовогорский  |                                                                                      |
| 151        | Филиппковское             | сельское  | Бежецкий       |                                                                                      |
| 152        | Фировское                 | городское | Фировский      |                                                                                      |
| 153        | Фировское                 | сельское  | Фировский      |                                                                                      |
| 154        | Фралёвское                | сельское  | Бежецкий       |                                                                                      |
| 155        | Хорошево                  | сельское  | Ржевский       |                                                                                      |
| 156        | Центральное               | сельское  | Кимрский       |                                                                                      |
| 157        | Черногубовское            | сельское  | Калининский    |                                                                                      |
| 158        | Чертолино                 | сельское  | Ржевский       |                                                                                      |
| 158.00004  | Шешуринское               | сельское  | Торопецкий     | 2013: объединено с Пожинским СП                                                      |
| 159        | Шишковское                | сельское  | Бежецкий       |                                                                                      |
| 159.000041 | Шолохово                  | сельское  | Ржевский       | 2013: объединено с СП Итомлей                                                        |
| 160        | Щербининское              | сельское  | Калининский    |                                                                                      |
| 161        | Щучейское                 | сельское  | Жарковский     |                                                                                      |
| 162        | Эммаусское                | сельское  | Калининский    |                                                                                      |
| 163        | Юрьево-Девичьевское       | сельское  | Конаковский    |                                                                                      |
| 164        | Яконовское                | сельское  | Торжокский     |                                                                                      |